# Lista över aktiebörser

## Afrika

### Botswana
- Botswana Stock Exchange (BSE)

### Kamerun
- Douala Stock Exchange (DSX)

### Kap Verde
- Bolsa de Valores de Cabo Verde (BVC)

### Egypten
- Cairo & Alexandria Stock Exchange (CASE)

### Ghana
- Ghana Stock Exchange (GSE)

### Kenya
- Nairobi Stock Exchange (NSE)

### Malawi
- Malawi Stock Exchange (MSE)

### Mauritius
- The Stock Exchange of Mauritius (SEM)

### Marocko
- Casablanca Stock Exchange

### Moçambique
- Maputo Stock Exchange

### Namibia
- Namibian Stock Exchange (NSX)

### Nigeria
- Nigerian Stock Exchange
- Abuja Stock Exchange

### Sydafrika
- JSE Securities Exchange / Johannesburg Stock Exchange (JSE)
- JSE Alternative Exchange (ALTX)
- The South African Futures Exchange (SAFEX)
- Bond Exchange of South Africa (BESA)

### Sudan
- Khartoum Stock Exchange (KSE)

### Swaziland
- Swaziland Stock Exchange (SSX)

### Tanzania
- Dar-es-Salaam Stock Exchange (DSE)

### Tunisien
- Bourse de Tunis (BVMT)

### Uganda
- Uganda Securities Exchange (USE)

### Västafrika
- Bourse Regionale des Valeurs Mobilieres (BRVM)

### Zambia
- Lusaka Stock Exchange (LuSE)

### Zimbabwe
- Zimbabwe Stock Exchange (ZSE)

## Asien

### Indien
- Bombay Stock Exchange
- National Stock Exchange of India

### Iran
- Tehran Stock Exchange

### Japan
- Tokyo Stock Exchange

### Kina
- Hong Kong Stock Exchange
- Shanghai Stock Exchange
- Shenzhen Stock Exchange

### Malaysia
- Bursa Malaysia

### Nord- och Sydkorea
- Korea Exchange

### Singapore
- Singapore Exchange

### Vietnam
- Ho Chi Minh Stock Exchange
- Hanoi Securities Trading Center

## Europa

### Azerbajdzjan
- Bakubörsen (Bakı Fond Birjası)

### Belgien
- Euronext Brussels

### Danmark
- Copenhagen Stock Exchange
- Dansk AMP

### Finland
- Helsinki Stock Exchange

### Frankrike
- Euronext Paris

### Italien
- Borsa Italiana (Milan Stock Exchange)

### Kroatien
- Zagrebbörsen (Zagrebačka burza)

### Norge
- Oslobörsen

### Portugal
- Euronext Lisbon

### Ryssland
- Moscow Interbank Currency Exchange (MICEX)
- Moskvabörsen
- RTS Stock Exchange
- Saint Petersburg Stock Exchange (SPBEX)

### Storbritannien
- London Stock Exchange

### Sverige
- Stockholmsbörsen
- Nordic Growth Market
- Spotlight Stock Market

### Schweiz
- SWX Swiss Exchange
- Bern eXchange (BX)

### Tyskland
- Berlinbörsen (Börse Berlin)
- Börse Hamburg
- Börse Hannover
- Börse München
- Börse Stuttgart
- Eurex
- Frankfurter Wertpapierbörse

### Österrike
- Wiener Börse

## Nordamerika

### Kanada
- Toronto Stock Exchange
- Venture Exchange

### Mexiko
- Bolsa Mexicana de Valores

### USA
- NASDAQ sammanslagen med OMX
- New York Stock Exchange (NYSE) sammanslagen med Euronext

## Oceanien

### Australien
- Australia Pacific Exchange (APX)
- Australian Securities Exchange (ASX)
- Bendigo Stock Exchange (BSX)
- National Stock Exchange of Australia (NSX) före detta Newcastle Stock Exchange
- Sydney Futures Exchange (SFE)

### Fiji
- South Pacific Stock Exchange (SPSE), före detta Suva Stock Exchange

### Nya Zeeland
- New Zealand Exchange Limited (NZX)

### Papua Nya Guinea
- Port Moresby Stock Exchange Limited (POMSoX)